# Esna Boyd
Pour les articles homonymes, voir Boyd et Robertson.
Esna Boyd (née le 21 septembre 1899 à Melbourne – décédée le 8 avril ou 13 novembre 1966 en Écosse) est une joueuse de tennis australienne de l'entre-deux-guerres. Elle est aussi connue sous son nom de femme mariée, Esna Boyd-Robertson.
Entre 1922 et 1928, elle a joué toutes les finales du simple dames aux Internationaux d'Australie. Battue à six reprises, notamment en 1922 (la première édition du tournoi), elle s'est imposée une fois, en 1927 contre Sylvia Lance Harper.
En double dames, Esna Boyd a gagné en 1922, 1923, 1926 et 1928, avec des partenaires toutes différentes.

## Palmarès (partiel)

### Titre en simple dames
| No | Date       | Nom et lieu du tournoi              | Catégorie | Surface      | Finaliste    | Score         |          |
| -- | ---------- | ----------------------------------- | --------- | ------------ | ------------ | ------------- | -------- |
| 1  | 22/01/1927 | Australian Championships, Melbourne | G. Chelem | Gazon (ext.) | Sylvia Lance | 5-7, 6-1, 6-2 | Parcours |

### Finales en simple dames
| No | Date       | Nom et lieu du tournoi                | Catégorie | Surface      | Vainqueure          | Score         |          |
| -- | ---------- | ------------------------------------- | --------- | ------------ | ------------------- | ------------- | -------- |
| 1  | 01/12/1922 | Australasian Championships, Sydney    | G. Chelem | Gazon (ext.) | Margaret Molesworth | 6-3, 10-8     | Parcours |
| 2  | 11/08/1923 | Australasian Championships, Brisbane  | G. Chelem | Gazon (ext.) | Margaret Molesworth | 6-1, 7-5      | Parcours |
| 3  | 18/01/1924 | Australasian Championships, Melbourne | G. Chelem | Gazon (ext.) | Sylvia Lance        | 6-3, 3-6, 6-4 | Parcours |
| 4  | 24/01/1925 | Australasian Championships, Sydney    | G. Chelem | Gazon (ext.) | Daphne Akhurst      | 1-6, 8-6, 6-4 | Parcours |
| 5  | 24/01/1926 | Australasian Championships, Adélaïde  | G. Chelem | Gazon (ext.) | Daphne Akhurst      | 6-1, 6-3      | Parcours |
| 6  | 21/01/1928 | Australian Championships, Sydney      | G. Chelem | Gazon (ext.) | Daphne Akhurst      | 7-5, 6-2      | Parcours |

### Titres en double dames
| No | Date       | Nom et lieu du tournoi              | Catégorie | Surface      | Partenaire        | Finalistes                           | Score         |          |
| -- | ---------- | ----------------------------------- | --------- | ------------ | ----------------- | ------------------------------------ | ------------- | -------- |
| 1  | 01/12/1922 | Australasian Championships Sydney   | G. Chelem | Gazon (ext.) | Marjorie Mountain | Gwen Utz Floris St. George           | 1-6, 6-4, 7-5 | Parcours |
| 2  | 11/08/1923 | Australasian Championships Brisbane | G. Chelem | Gazon (ext.) | Sylvia Lance      | Margaret Molesworth Beryl H. Turner  | 6-1, 6-4      | Parcours |
| 3  | 24/01/1926 | Australasian Championships Adélaïde | G. Chelem | Gazon (ext.) | Meryl O'Hara Wood | Daphne Akhurst Marjorie Cox Crawford | 6-3, 6-8, 8-6 | Parcours |
| 4  | 21/01/1928 | Australian Championships Sydney     | G. Chelem | Gazon (ext.) | Daphne Akhurst    | Kathleen Le Messurier Dorothy Weston | 6-3, 6-1      | Parcours |

### Finales en double dames
| No | Date       | Nom et lieu du tournoi             | Catégorie | Surface      | Vainqueures                        | Partenaire            | Score    |          |
| -- | ---------- | ---------------------------------- | --------- | ------------ | ---------------------------------- | --------------------- | -------- | -------- |
| 1  | 24/01/1925 | Australasian Championships Sydney  | G. Chelem | Gazon (ext.) | Daphne Akhurst Sylvia Lance        | Kathleen Le Messurier | 6-4, 6-3 | Parcours |
| 2  | 22/01/1927 | Australian Championships Melbourne | G. Chelem | Gazon (ext.) | Louise Bickerton Meryl O'Hara Wood | Sylvia Lance          | 6-3, 6-3 | Parcours |

### Titres en double mixte
| No | Date       | Nom et lieu du tournoi              | Catégorie | Surface      | Partenaire  | Finalistes                 | Score    |          |
| -- | ---------- | ----------------------------------- | --------- | ------------ | ----------- | -------------------------- | -------- | -------- |
| 1  | 01/12/1922 | Australasian Championships Sydney   | G. Chelem | Gazon (ext.) | John Hawkes | Gwen Utz H.S. Utz          | 6-1, 6-1 | Parcours |
| 2  | 24/01/1926 | Australasian Championships Adélaïde | G. Chelem | Gazon (ext.) | John Hawkes | Daphne Akhurst Jim Willard | 6-1, 6-4 | Parcours |
| 3  | 22/01/1927 | Australian Championships Melbourne  | G. Chelem | Gazon (ext.) | John Hawkes | Youtha Anthony Jim Willard | 6-1, 6-3 | Parcours |

### Finales en double mixte
| No | Date       | Nom et lieu du tournoi               | Catégorie | Surface      | Vainqueures                 | Partenaire  | Score    |          |
| -- | ---------- | ------------------------------------ | --------- | ------------ | --------------------------- | ----------- | -------- | -------- |
| 1  | 18/01/1924 | Australasian Championships Melbourne | G. Chelem | Gazon (ext.) | Daphne Akhurst Jim Willard  | Gar Hone    | 6-3, 6-4 | Parcours |
| 2  | 21/01/1928 | Australian Championships Sydney      | G. Chelem | Gazon (ext.) | Daphne Akhurst Jean Borotra | John Hawkes | Forfait  | Parcours |

## Parcours en Grand Chelem (partiel)
Si l’expression « Grand Chelem » désigne classiquement les quatre tournois les plus importants de l’histoire du tennis, elle n'est utilisée pour la première fois qu'en 1933, et n'acquiert la plénitude de son sens que peu à peu à partir des années 1950.

### En simple dames
| Année | Championnat d'Australasie Championnat d'Australie | Championnat d'Australasie Championnat d'Australie | Championnat de France Internationaux de France | Championnat de France Internationaux de France | Wimbledon       | Wimbledon       | US National | US National |
| ----- | ------------------------------------------------- | ------------------------------------------------- | ---------------------------------------------- | ---------------------------------------------- | --------------- | --------------- | ----------- | ----------- |
| 1922  | Finale                                            | M. Molesworth                                     | -                                              | -                                              | -               | -               | -           | -           |
| 1923  | Finale                                            | M. Molesworth                                     | -                                              | -                                              | -               | -               | -           | -           |
| 1924  | Finale                                            | Sylvia Lance                                      | -                                              | -                                              | -               | -               | -           | -           |
| 1925  | Finale                                            | Daphne Akhurst                                    | -                                              | -                                              | 1/4 de finale   | Kitty McKane    | -           | -           |
| 1926  | Finale                                            | Daphne Akhurst                                    | -                                              | -                                              | -               | -               | -           | -           |
| 1927  | Victoire                                          | Sylvia Lance                                      | -                                              | -                                              | -               | -               | -           | -           |
| 1928  | Finale                                            | Daphne Akhurst                                    | 3e tour (1/8)                                  | Cornelia Bouman                                | 4e tour (1/8)   | Elizabeth Ryan  | -           | -           |
| 1930  | -                                                 | -                                                 | -                                              | -                                              | 4e tour (1/8)   | Joan Ridley     | -           | -           |
| 1932  | 1er tour (1/8)                                    | J. Wilson                                         | -                                              | -                                              | -               | -               | -           | -           |
| 1934  | -                                                 | -                                                 | -                                              | -                                              | 1er tour (1/64) | Simonne Mathieu | -           | -           |

À droite du résultat, l’ultime adversaire.

### En double dames
| Année | Championnat d'Australasie Championnat d'Australie | Championnat d'Australasie Championnat d'Australie | Championnat de France Internationaux de France | Championnat de France Internationaux de France | Wimbledon                     | Wimbledon                   | US National | US National |
| ----- | ------------------------------------------------- | ------------------------------------------------- | ---------------------------------------------- | ---------------------------------------------- | ----------------------------- | --------------------------- | ----------- | ----------- |
| 1922  | Victoire M. Mountain                              | Gwen Utz Floris St.                               | -                                              | -                                              | -                             | -                           | -           | -           |
| 1923  | Victoire Sylvia Lance                             | M. Molesworth Beryl H.                            | -                                              | -                                              | -                             | -                           | -           | -           |
| 1924  | 1/2 finale Gertrude Todd                          | K. Le Mesurier Meryl O'Hara                       | -                                              | -                                              | -                             | -                           | -           | -           |
| 1925  | Finale K. Le Mesurier                             | D. Akhurst Sylvia Lance                           | -                                              | -                                              | -                             | -                           | -           | -           |
| 1926  | Victoire Meryl O'Hara                             | D. Akhurst Marjorie Cox                           | -                                              | -                                              | -                             | -                           | -           | -           |
| 1927  | Finale Sylvia Lance                               | L. Bickerton Meryl O'Hara                         | -                                              | -                                              | -                             | -                           | -           | -           |
| 1928  | Victoire D. Akhurst                               | K. Le Mesurier D. Weston                          | 1/4 de finale Meryl O'Hara                     | E. Bennett P. Holcroft                         | 1/2 finale D. Akhurst         | E. Bennett E. Harvey        | -           | -           |
| 1929  | -                                                 | -                                                 | -                                              | -                                              | 1er tour (1/32) E. Bennett    | E. Dearman B. Feltham       | -           | -           |
| 1930  | -                                                 | -                                                 | -                                              | -                                              | 2e tour (1/16) K. Le Mesurier | J. Valantine Nancy Lyle     | -           | -           |
| 1934  | -                                                 | -                                                 | -                                              | -                                              | 2e tour (1/16) Mary Burgess   | Joan Hartigan M. Molesworth | -           | -           |

Sous le résultat, la partenaire ; à droite, l’ultime équipe adverse.

### En double mixte
| Année | Championnat d'Australasie Championnat d'Australie | Championnat d'Australasie Championnat d'Australie | Championnat de France Internationaux de France | Championnat de France Internationaux de France | Wimbledon | Wimbledon | US National | US National |
| ----- | ------------------------------------------------- | ------------------------------------------------- | ---------------------------------------------- | ---------------------------------------------- | --------- | --------- | ----------- | ----------- |
| 1922  | Victoire John Hawkes                              | Gwen Utz H.S. Utz                                 | -                                              | -                                              | -         | -         | -           | -           |
| 1923  | 1/2 finale Pat O'Hara                             | Sylvia Lance Horace Rice                          | -                                              | -                                              | -         | -         | -           | -           |
| 1924  | Finale Gar Hone                                   | D. Akhurst Jim Willard                            | -                                              | -                                              | -         | -         | -           | -           |
| 1925  | 1/2 finale Gar Hone                               | D. Akhurst A. Willard                             | -                                              | -                                              | -         | -         | -           | -           |
| 1926  | Victoire John Hawkes                              | D. Akhurst Jim Willard                            | -                                              | -                                              | -         | -         | -           | -           |
| 1927  | Victoire John Hawkes                              | Y. Anthony Jim Willard                            | -                                              | -                                              | -         | -         | -           | -           |
| 1928  | Finale John Hawkes                                | D. Akhurst Jean Borotra                           | 1/2 finale John Hawkes                         | Helen Wills F. Hunter                          | -         | -         | -           | -           |

Sous le résultat, le partenaire ; à droite, l’ultime équipe adverse.